# 121469 Sarahaugh
121469 Sarahaugh è un asteroide della fascia principale. Scoperto nel 1999, presenta un'orbita caratterizzata da un semiasse maggiore pari a 2,8375570 UA e da un'eccentricità di 0,0603632, inclinata di 2,80532° rispetto all'eclittica.